# Dicarbonaat

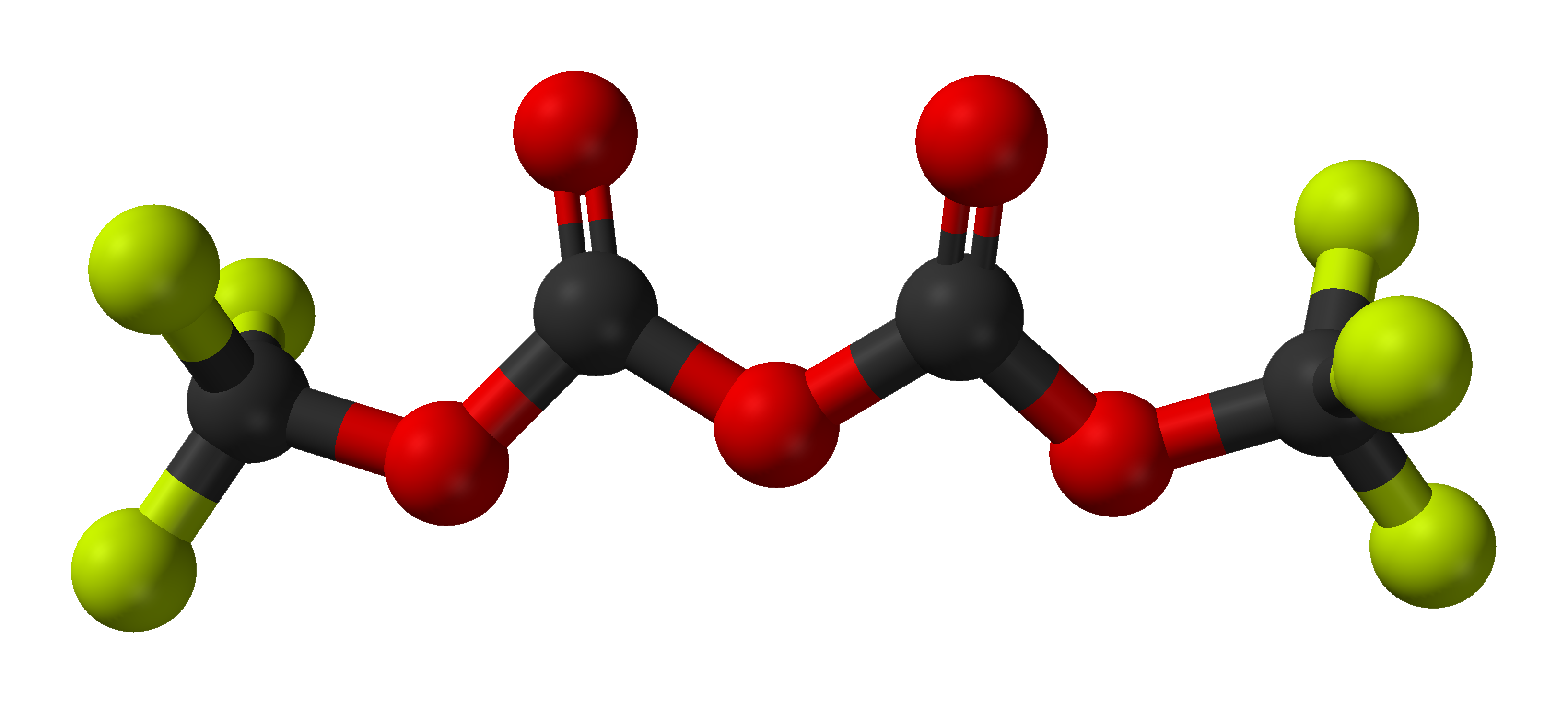
Bis(trifluormethyl)dicarbonaat

In de organische chemie is een dicarbonaat, ook bekend onder de naam pyrocarbonaar een verbinding met de divalente structurele eenheid {\displaystyle {\ce {-O-(C=O)-O-(C=O)-O-}}}, die bestaat uit twee carbonaat-groepen die een zuurstofatoom delen. Deze verbindingen kunnen beschouwd worden als esters van het hypothetische dikoolzuur, {\displaystyle {\ce {H2C2O5}}}, of {\displaystyle {\ce {HO-(C=O)-O-(C=O)-OH}}}. De twee belangrijkste voorbeelden van deze groep verbindingen zijn dimethyldicarbonaat en di-tert-bytyldicarbonaat.
Het is een van de koolstof-zuurstof-anionen, slechts bestaand uit koolstof en zuurstof. Dicarbonaatzouten zijn instabiel, maar het anion kan als intermediaire component aanwezig zijn in carbonaat-oplossingen.
De naam bicarbonaat wordt heel soms, foutief, gebruikt om het bicarbonaat-ion (waterstofcarbonaat, {\displaystyle {\ce {HCO3^{-}}}}) aan te duiden of de organische groep {\displaystyle {\ce {RO-(C=O)-OH}}}.